# Hylophilus poicilotis
Hylophilus poicilotis е вид птица от семейство Vireonidae.

## Разпространение
Видът е разпространен в Аржентина, Боливия, Бразилия и Парагвай.